# The Last Guardian (novela)
The Last Guardian es una novela británica del género de fantasía heroica postapocalíptica del año 1989 escrita por el autor británico David Gemmell.

## Ambientación
The Last Guardian está ambientado en el mismo mundo que Wolf in Shadow, pero con dos años después. Los Hellborn ya no son una amenaza, y todos menos dos de los Guardianes están muertos. Además, la fuente más grande de Sipstrassi ha sido destruida haciendo que las piedras sean mucho más difíciles de conseguir. Detalles adicionales del mundo también se revelan cuando se descubre al final de la primera novela que la ciudad de Atlantis existió, y nos hundimos en la primera "caída", la historia de la cual el tiempo ha pasado como la historia del arca de Noé.
Igual que en la novela anterior Wolf in Shadow El sistema mágico de Last Guardian también se basa en Sipstrassi o piedras de poder, que son meteoros dorados que permiten a uno curarse a sí mismo, crear alimentos y que supuestamente están limitados solo por su imaginación. aunque cada piedra solo tiene una cierta cantidad de poder, y a medida que se utilizan, las vetas negras aparecerán sobre la piedra y crecerán, hasta que finalmente el Sipstrassi sea negro como el carbón e impotente. Sin embargo, al alimentar la sangre de Sipstrassi uno puede volver a llenarlos, aunque los Sipstrassi rellenados de esta manera se vuelven rojos como la sangre, incapaces de curar o producir alimento, solo son buenos para el combate. Además, los Sipstrassi de sangre inspiran sentimientos más oscuros como la lujuria, la codicia y la ira en sus portadores.

## Argumento
Comenzando justo después de la conclusión de la novela anterior The Last Guardian comienza con el hombre Jon Shannow cerca de la muerte en una montaña. El libro se desarrolla en dos momentos diferentes, primero en la Atlántida antigua hace ocho mil años, y luego en el momento de Jon Shannows (varios cientos de años después de "La Caída").
La trama central aborda el peligro de la antigua Atlántida, que creó una puerta en el tiempo para el mundo de Shannow, así como la formación de una nueva ciudad en el tiempo posapocalíptico de Shannow.
Al igual que la novela anterior, las piedras místicas (es decir, las piedras de poder) Sipstrassi una vez más juegan un papel importante, esta vez como la principal forma de viajar entre los tiempos y los mundos.

## Personajes principales
1. Jon Shannow, El hombre de Jerusalén. Considerado como uno de los mejores pistoleros de la tierra, Shannow ahora es un hombre de mediana edad y siente que se está desacelerando. Conocido tanto por sus habilidades como por su búsqueda de la ciudad destruida de Jerusalén, Shannow es considerado como un loco potencial, y viaja de pueblo en pueblo asesinando forajidos por dinero.
2. Nu-Khasisatra, un profeta dios Cronos que vive fuera de la ley del, en la ciudad de la Atlántida hace 8000 años.
3. La Dama Oscura que sana y enseña a los hombres bestia.
4. Beth McAdam, una ingeniosa viuda reciente y madre de dos niños pequeños que migraban a través del desaliñado bandido, llenó los desiertos en busca de un nuevo hogar.

## Conversión a trilogía
Mientras que la primera novela de Jon Shannow, Wolf in Shadow, fue escrita originalmente como independiente, Gemmell más tarde volvió a visitar el mundo dos veces, primero con la novela The Last Guardian en 1989, seguida de la novela Bloodstone en 1994.

## Trilogía
Esta novela es el segundo libro de una trilogía anónima de David Gemmell, generalmente llamada Las crónicas del hombre de Jerusalén, después de la antología de 1995 Las crónicas completas de El hombre de Jerusalén, que contenía las tres novelas de Jon Shannow;
- Wolf in Shadow (1987)

- The Last Guardian (1989)

- Bloodstone (1994)

## Orígenes de la trilogía
En su prólogo a The Last Guardian, David Gemmell dice que, si bien originalmente su intención era que Wolf in Shadow fuera una única novela independiente, una carta de un lector que le negaba esta posibilidad lo llevó a escribir la trilogía.

## Primera respuestas críticas
Según Gemmell, un crítico llamado Broome le escribió una carta particularmente vil al criticar la novela, en su prólogo a la novela Gemmell explica cómo la frase de Broome "Temo pensar en personas que admiran a hombres como Jon Shannow" se quedó con él, y cómo en respuesta, creó al personaje Josiah Broome, un personaje inicialmente destinado a ser carne de cañón, que eventualmente llegó a ser Jon Shannows opuesto, un hombre que en palabras de Gemmell estaba "apasionadamente opuesto a la violencia que odiaría al héroe, pero atraído por su mundo."

## Crítica posterior
La respuesta a esta novela ha sido muy positiva, con el sitio web de clasificación de libros goodreads que le da un 4,02 de 5 estrellas con 1046 calificaciones, mientras que el sitio web Graeme's fantasy book review le dio una calificación de 8.25 de cada diez. Del mismo modo, el sitio web Fantasy Books Review le dio una calificación de 8.5 sobre 10 con el comentario "incluso mejor que Wolf in Shadow".